# Northamptonshire Stormbringers
I Northamptonshire Stormbringers sono stati una squadra di football americano di Wellingborough, in Gran Bretagna. Fondati nel 1984, hanno disputato un Coca Cola Bowl. Nel 1995 si fusero con i Bedford Bombardiers assumendo il nome Storm Bombardiers, ma nel 1996 il sodalizio si sciolse e ripresero a giocare sotto le proprie precedenti insegne. Hanno chiuso nel 1997.

## Dettaglio stagioni

### Amichevoli
| Stagione | Vin | Par | Per | Tot | PF | PS | avversaria |
| -------- | --- | --- | --- | --- | -- | -- | ---------- |
| 1996     | 0   | 0   | 1   | 1   | 30 | 36 | Irlanda    |
| Totale   | 0   | 0   | 1   | 1   | 30 | 36 |            |

Fonte: americanfootballitalia.com

### Tornei

#### Tornei nazionali

##### Campionato

###### Tabella 1984/Budweiser League National Division
| Stagione | regular season | regular season | regular season | regular season | regular season | regular season | playoff | playoff | playoff | playoff | playoff | playoff   | playoff    |
|          | Vin            | Par            | Per            | Tot            | PF             | PS             | Vin     | Per     | Tot     | PF      | PS      | risultato | avversaria |
| -------- | -------------- | -------------- | -------------- | -------------- | -------------- | -------------- | ------- | ------- | ------- | ------- | ------- | --------- | ---------- |
| 1984     | 9              | 0              | 2              | 11             | 164+?          | 44+?           | -       | -       | -       | -       | -       | -         | -          |
| 1987     | 3              | 0              | 7              | 10             | 177            | 212            | -       | -       | -       | -       | -       | -         | -          |
| Totale   | 12             | 0              | 9              | 21             | 341+?          | 256+?          | -       | -       | -       | -       | -       |           |            |

Fonti: Enciclopedia del Football - A cura di Roberto Mezzetti

## Palmarès
- 1 Titolo giovanile NDMA (1990)
- 1 BYAFA Bowl (1991)